# Muntele Rushmore
Monumentul Muntele Rushmore sau Monumentul național Muntele Rushmore, deseori doar Muntele Rushmore, aflat lângă orașul Keystone, statul  Dakota de Sud, este un monument memorial (în engleză United States Presidential Memorial) care prezintă sintetic primii 150 de ani din istoria Statelor Unite ale Americii prin intermediul unor sculpturi colosale, înfățișându-i pe primii președinți ai țării, George Washington (întâiul), Thomas Jefferson (al treilea), respectiv pe ulteriorii Abraham Lincoln (al șaisprezecelea) și Theodore Roosevelt (al douăzeci și șaselea).
Sculpturile în granit de circa 18 m înălțime au fost executate direct pe versantul sudic al cunoscutului munte de către sculptorul Gutzon Borglum (fost elev al lui Rodin) între 4 octombrie 1927 și 31 octombrie 1941, fiind ajutat de aproximativ 400 muncitori.  Legendele amerindienilor Lakota din grupa Sioux spun că făuritorii muntelui sunt „cei șase bunici” (engleză: Six Grandfathers).

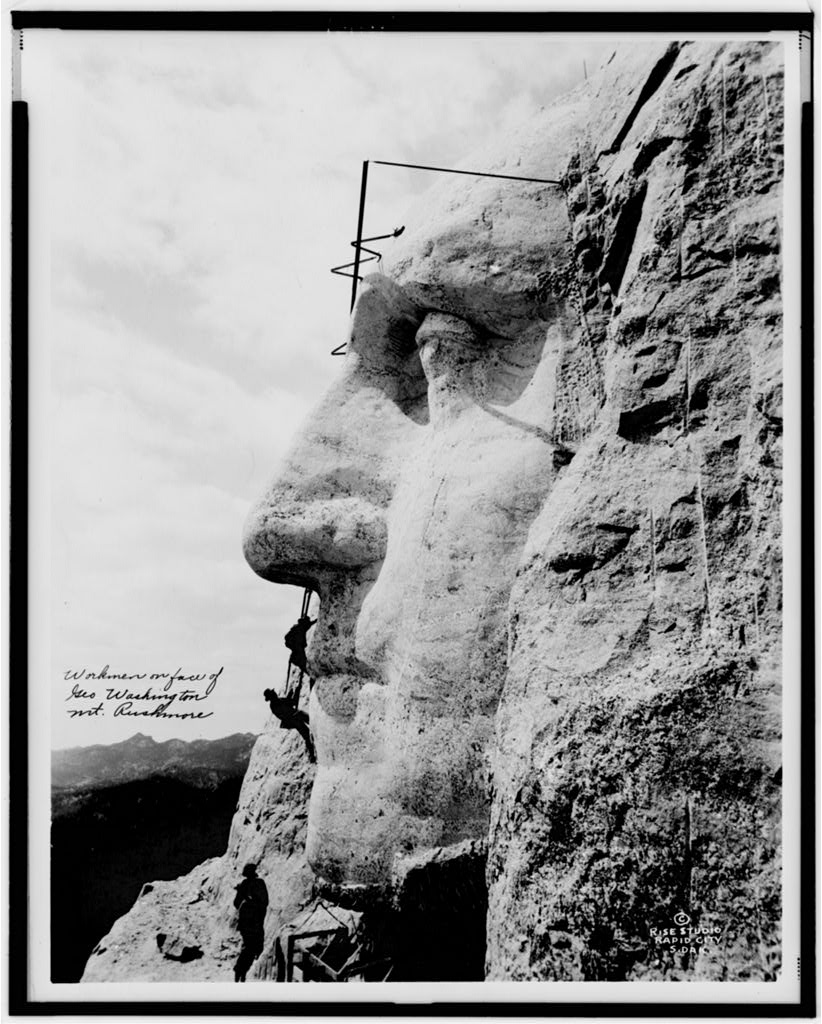
Sculptarea chipului lui George Washington, circa 1932

Întreaga zonă a monumentului se întinde pe 5,17 km²  și se găsește la o altitudine de 1.745 m  . Monumentul este îngrijit de Serviciul parcurilor naționale, un birou al Departamentui de Interne al Statelor Unite.  Un număr de circa două milioane de turiști îl vizitează anual. Lucrarea a fost întreruptă la data de 31 octombrie 1941, la 14 ani de la demararea lucrărilor, din cauza intrării Statelor Unite în cel de al doilea război mondial. La puțin timp după aceea, din lipsa surselor de finanțare, lucrarea a fost declarată drept finisată. Ideea unui monument fusese sugerată încă din 1923 de Doane Robinson, însă proiectul a fost aprobat de guvernul statului abia în 1925, în dorința de a atrage turiști în zonă. Proiectul prevedea sculpturi care să-i prezinte pe cei patru președinți până la talie. Practic, s-au realizat numai fețele președinților.
Deși muntele era cunoscut dintotdeauna populației locale Lakota Sioux drept „Șase Bunici”, acesta a fost redenumit în 1885 după Charles E. Rushmore, un cunoscut avocat din New York.  Proiectul de sculptare a Muntelui Rushmore a fost inițiat cu scopul de a crește turismul în regiunea montană a statului numită Black Hills.  După discuții îndelungate și negocieri între Congres și președintele Calvin Coolidge, proiectul a primit în final aprobarea entității legislative a Statelor Unite.  Sculptarea propriu-zisă a început în 1927 și s-a încheiat în 1941.  În ciuda dificultății și periculozității realizării sculpturilor, nu au existat cazuri de decese, deși s-au înregistrat câteva cazuri de răniri.
Fiind un monument cu adevărat spectaculos, el a apărut în diverse filme, spoturi publicitare și diverse spectacole. În cinematografie, apariția lui cea mai celebră este în secvența de final a filmului La nord, prin nordvest al lui Alfred Hitchcock, din 1959, cu Cary Grant și Eva Marie Saint în rolurile principale.

### Localități învecinate
- Belle Fourche
- Spearfish
- Deadwood
- Lead
- Keystone
- Hill City
- Custer
- Hot Springs
- Sturgis
- Newcastle

## Galerie de imagini

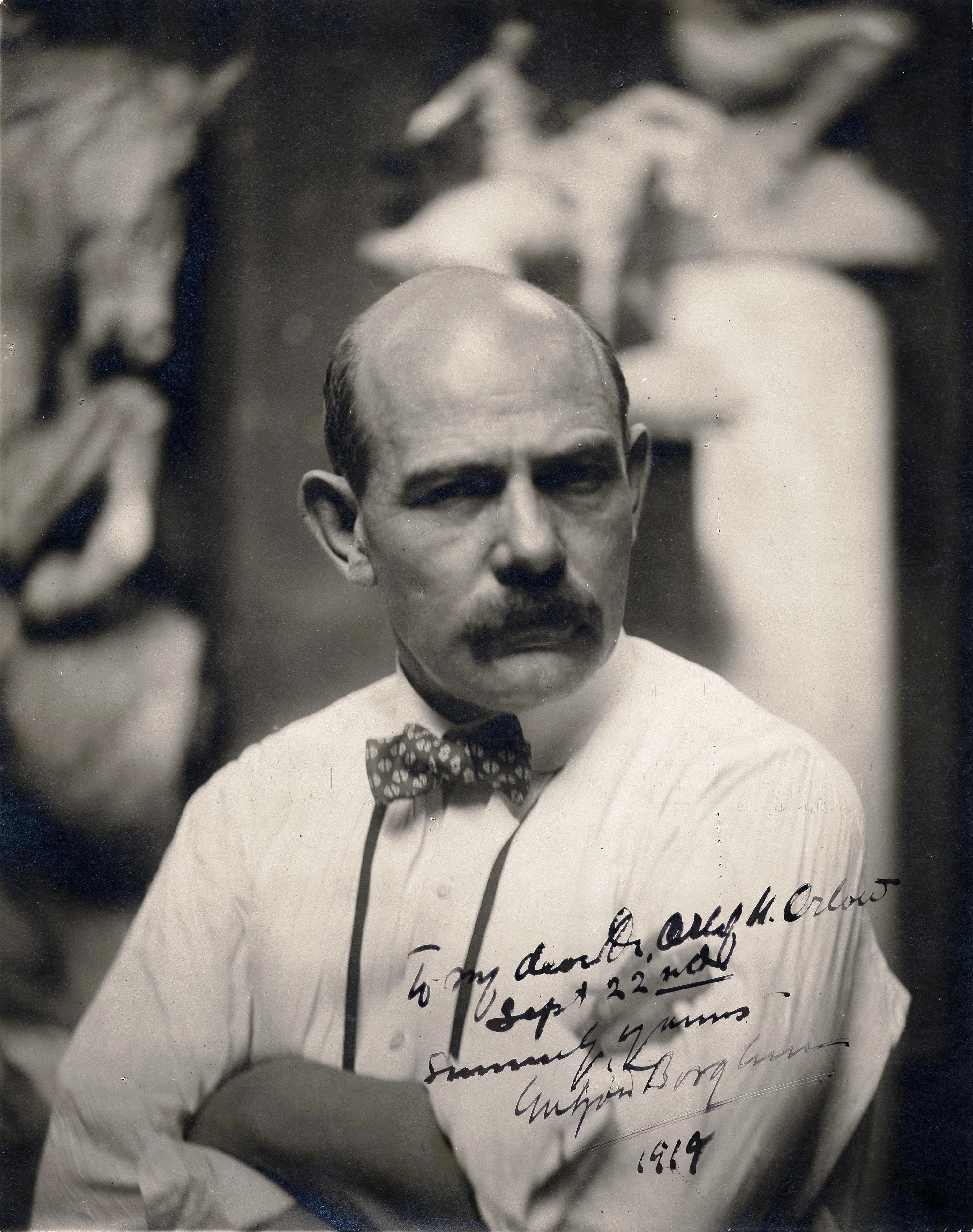
Sculptorul Gutzon Borglum în anul 1919
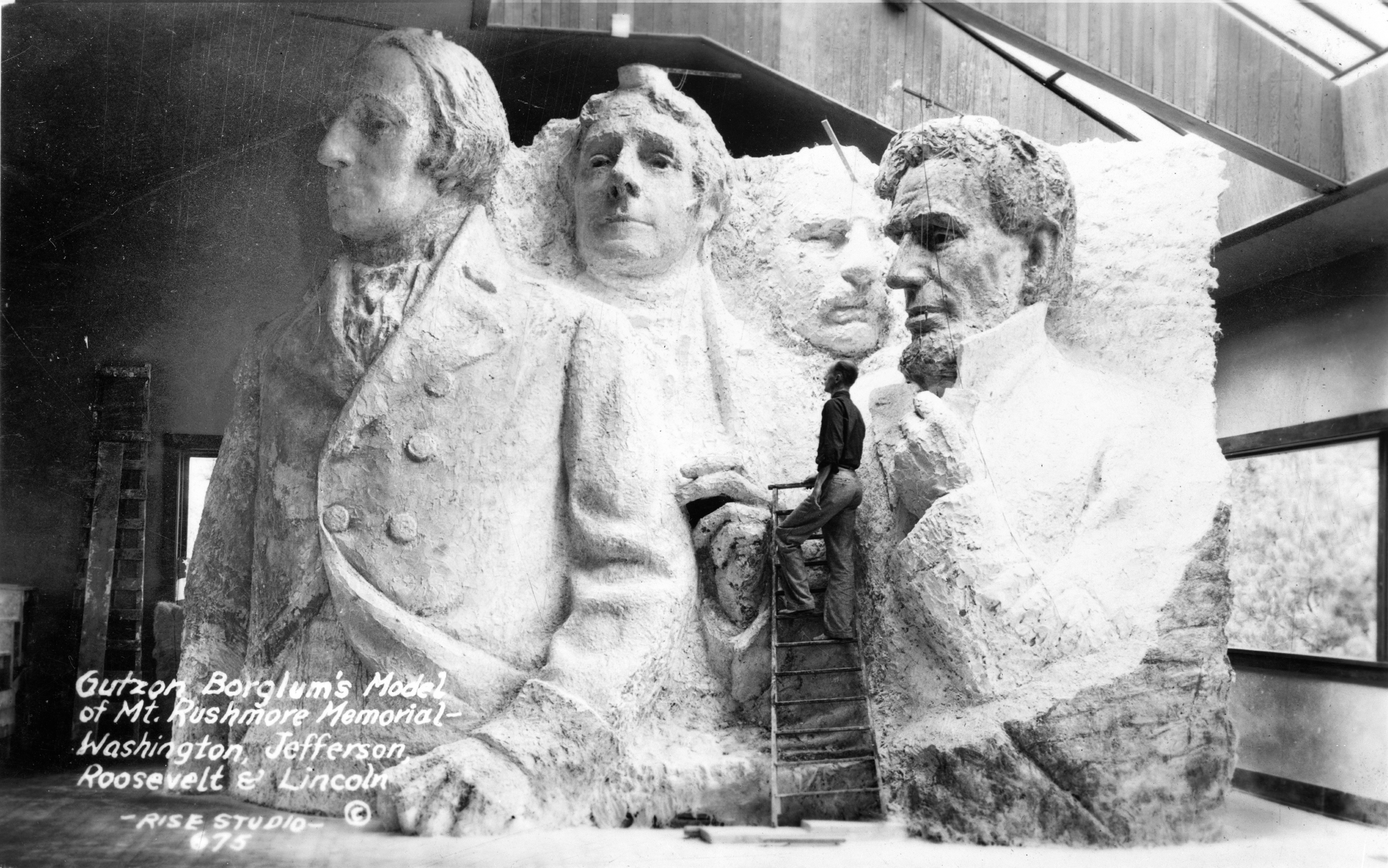
Modelul proiectat al celor patru președinți
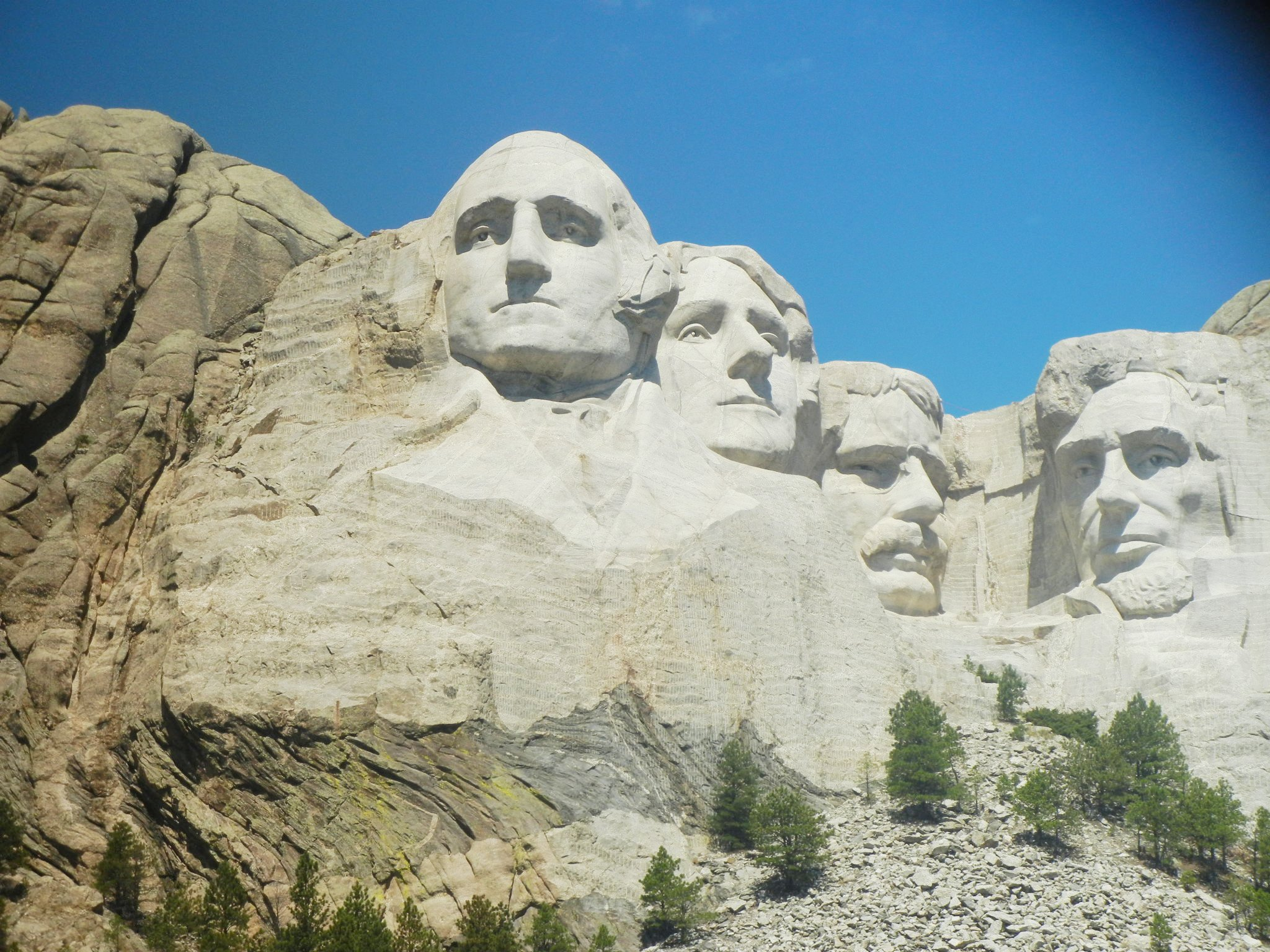
Cele patru sculpturi gigantice (de la stânga la dreapta): George Washington, Thomas Jefferson, Theodore Roosevelt și Abraham Lincoln